# Rocquemont (Oise)
Rocquemont ist eine französische Gemeinde mit 118 Einwohnern (Stand: 1. Januar 2022) im Département Oise in der Region Hauts-de-France. Sie gehört zum Arrondissement Senlis und zum Kanton Crépy-en-Valois.

## Geographie
Die Gemeinde Rocquemont liegt etwa 18 Kilometer ostnordöstlich von Senlis und etwa 17 Kilometer südlich von Compiègne. Umgeben wird Rocquemont von den Nachbargemeinden Béthisy-Saint-Martin im Nordwesten und Norden, Glaignes im Nordosten und Osten, Séry-Magneval und Duvy im Südosten, Trumilly im Südwesten sowie Néry im Westen.

## Einwohner
| Jahr                       | 1962 | 1968 | 1975 | 1982 | 1990 | 1999 | 2006 | 2013 | 2021 |
| -------------------------- | ---- | ---- | ---- | ---- | ---- | ---- | ---- | ---- | ---- |
| Einwohner                  | 84   | 103  | 104  | 95   | 104  | 104  | 96   | 105  | 117  |
| Quellen: Cassini und INSEE |      |      |      |      |      |      |      |      |      |

## Sehenswürdigkeiten
- Kirche Saint-Laurent aus dem 12. Jahrhundert, Monument historique seit 1951

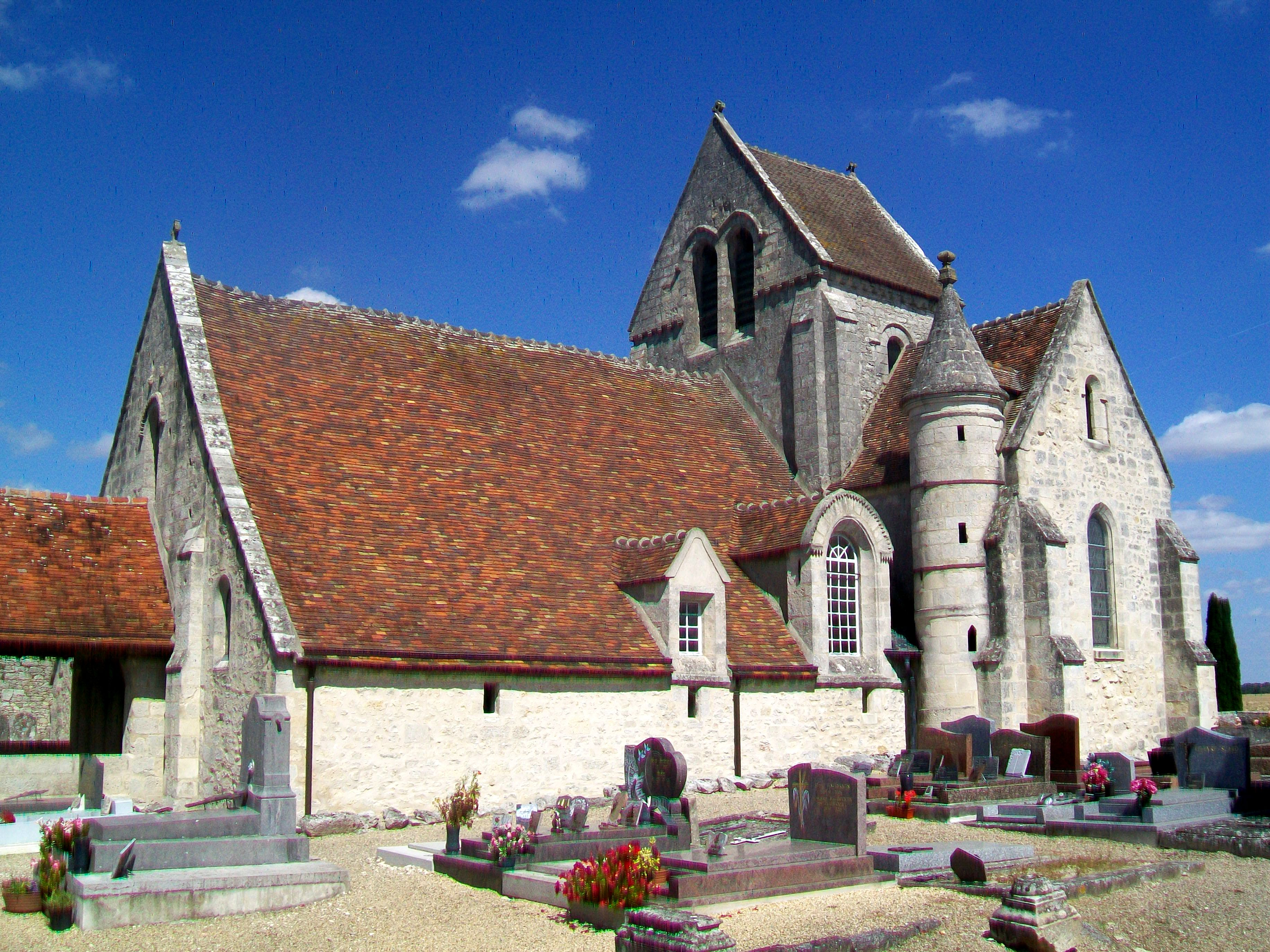
Kirche Saint-Laurent
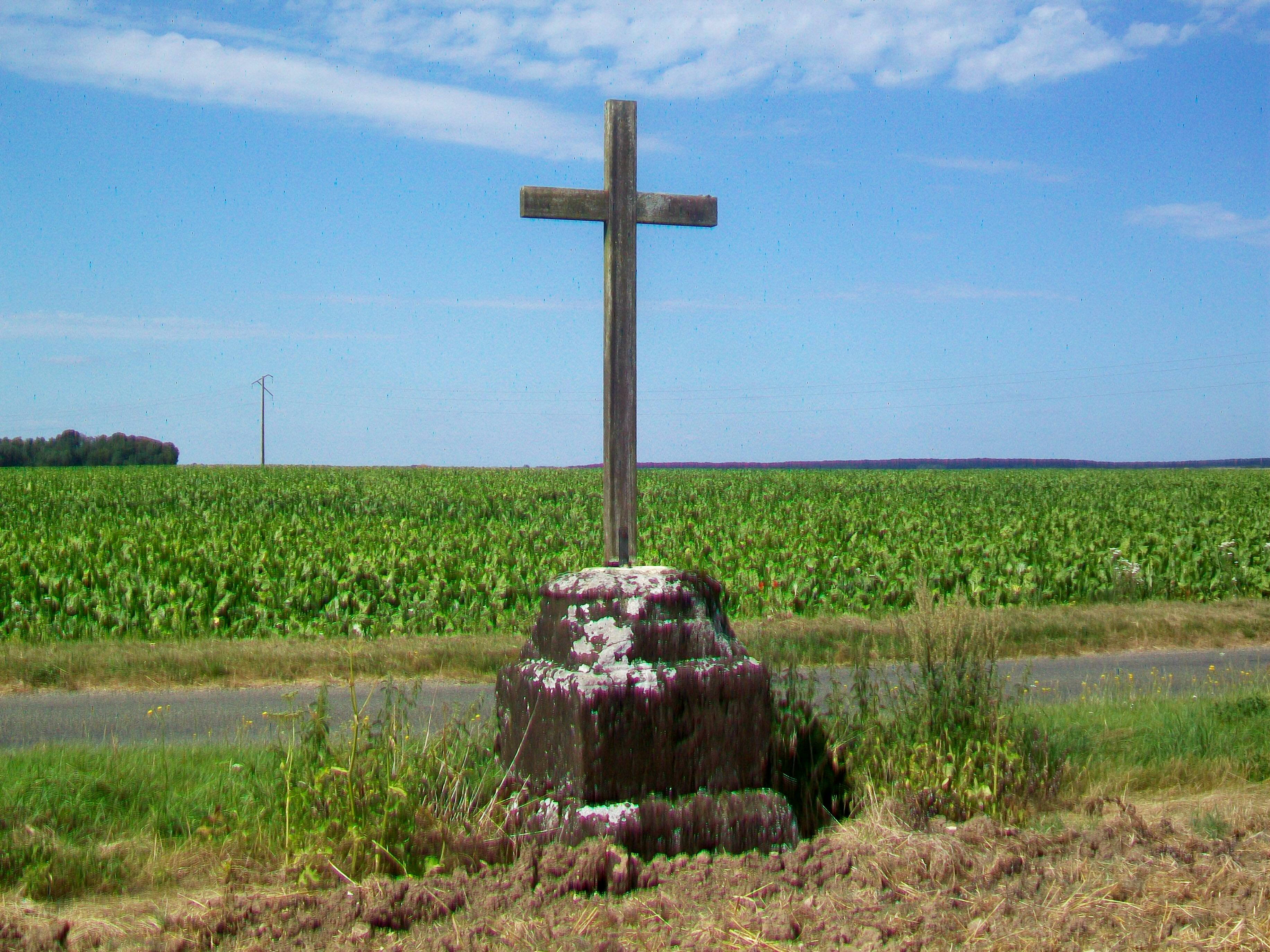
Wegkreuz
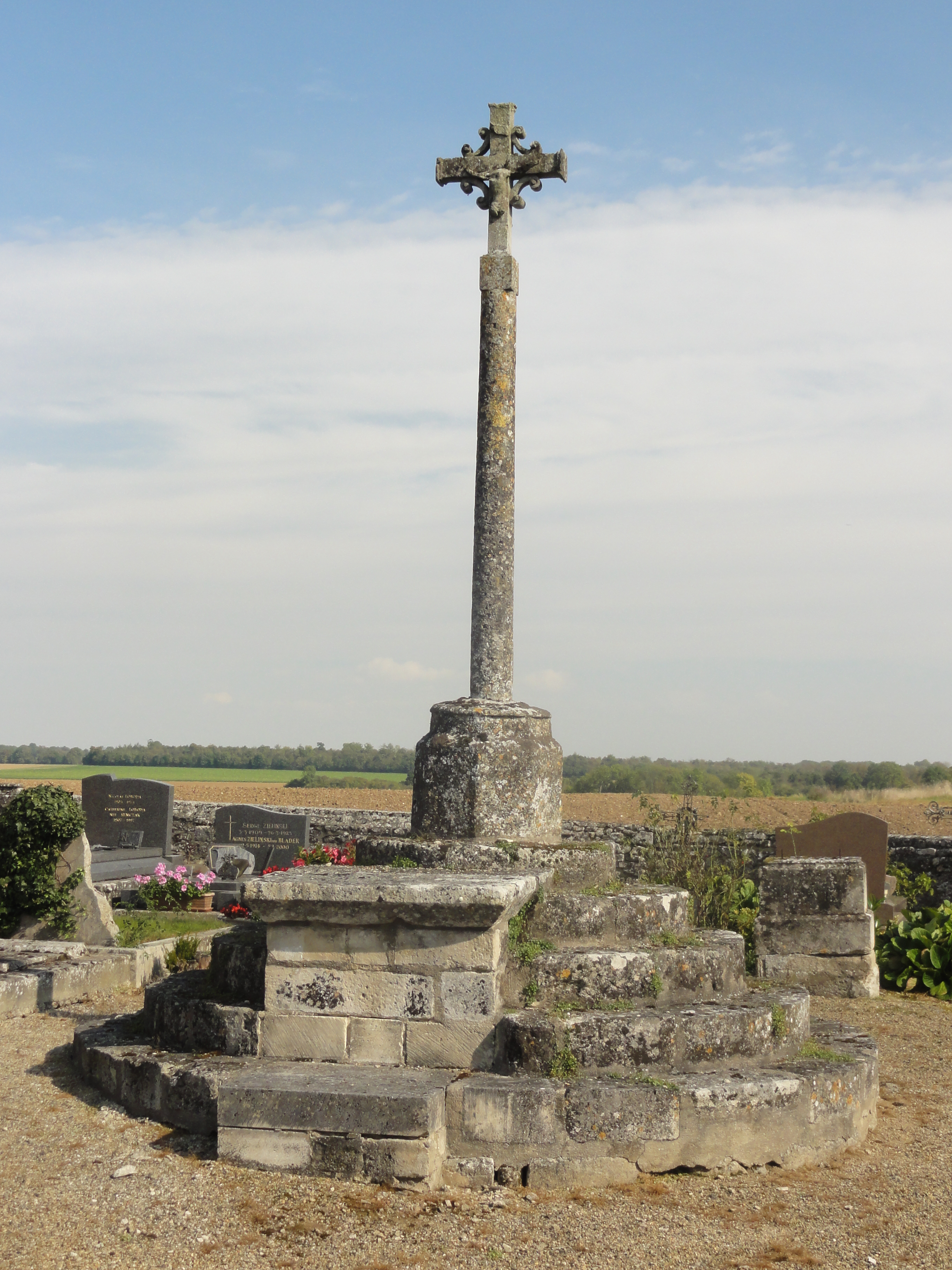
Friedhofskreuz